# Файнс, Ричард
Ричард Файнс (англ. Richard Fiennes; 1415 — 25 ноября 1483) — английский дворянин, по праву жены 7-й барон Дакр (1458—1483).

## Биография
Был старшим сыном сэра Роджера Файнса, государственного деятеля, и его жены Элизабет Холланд, дочери сэра Джона Холланда. После смерти отца стал хранителем замка Херстмонсо.
В 1446 году женился на Джоан Дакр, 7-я баронессе Дакр, у супругов было 4 детей:
- сэр Джон Файнс (1447—1486), отец Томаса Файнса, 8-го барона Дакра;
- леди Элизабет Файнс, жена Джона Клинтона, 6-го барона Клинтона;
- сэр Роджер Файнс (умер в 1486);
- сэр Томас Файнс

Король Генрих VI подтвердил его титул барон Дакр по праву жены. В последующие годы он получил часть поместий и пэрство по праву жены, присвоенное в 1473 году.
Скончался 25 ноября 1483 года в возрасте 68 лет.